# Irmgard Furchner
Irmgard Furchner, född 29 maj 1925 i Kalthof i närheten av Danzig, död 14 januari 2025, var en tysk före detta sekreterare och stenograf som under andra världskriget tjänstgjorde i koncentrationslägret Stutthof från 1943 till 1945. I oktober 2021 ställdes den 96-åriga Furchner inför rätta, åtalad för medhjälp till mord på 11 412 människor.
Furchner dömdes i december 2022 till två års villkorligt fängelse men överklagade domen. Den 20 augusti 2024 fastställde Bundesgerichtshof Furchners dom.